# منطقه ۳ شهرداری شیراز
منطقه ۳ شهرداری شیراز در جهت شمال شهر شیراز واقع شده‌است. وسعت شهرداری منطقه ۳ مساحت ۱۷۴۴ هکتار که ۱۴٪ مساحت کل شهر شیراز است. شمال این منطقه از دروازه قرآن و محله سعدیه و جنوب آن از میدان ولیعصر و خیابان تختی (شهناز)، غرب آن از دروازه اصفهان، حافظیه و شرق آن از بزرگراه سرداران تشکیل شده‌است.

## مکان‌های گردشگری
1. آرامگاه حافظ
2. آرامگاه سعدی
3. آرامگاه علی بن حمزه
4. باباکوهی
5. باغ جهان‌نما
6. باغ دلگشا
7. چاه مرتاض‌علی
8. آرامگاه خواجوی کرمانی
9. دروازه قرآن
10. شازده حسین
11. آرامگاه شاه شجاع
12. هفت تنان

### امکانات
بیمارستان
1. بیمارستان شهید دستغیب
2. بیمارستان مادر و کودک
3. بیمارستان ابن سینا
4. بیمارستان علوی
5. بیمارستان بهشتی
6. بیمارستان نادر کاظمی

سینما
1. سینما فرهنگ شیراز
2. سینما غزل شیراز
3. سینمت کیان